# Piletocera megaspilalis
Piletocera megaspilalis là một loài bướm đêm trong họ Crambidae.